# 067型登陸艇
067型登陸艇（英語：Type 067 landing craft，北約代號：Yunnan-class，意為「玉南級」）是中國人民解放軍海軍於1960年代自主研製的小型通用登陸艇。該型艇於1962年開始設計，首艇於1964年服役，至1970年代建造超過280艘，是中國早期最具代表性的兩棲登陸裝備之一。

## 設計與特點
067型登陸艇由中國第708研究所設計，用於運送人員、輕型裝甲車與補給物資登陸無碼頭的海岸地區。其結構採用傳統艙門開啟式設計，艇體結構小巧、吃水淺，適合近岸與內河作戰。
全艇長28.6公尺、寬5.4公尺，滿載排水量為137噸。動力系統為兩部12V150柴油引擎，總輸出功率600匹馬力，航速可達12節，續航力約500海里（以10節航速計算）。可搭載1輛主戰坦克、2輛輕型車輛或46噸貨物。
標準武裝為2門雙聯裝14.5毫米高射機槍，部分艦艇加裝25毫米雙聯裝高射炮或122毫米火箭彈發射器，用於登陸火力支援。艇上人員配置約10至12人。

## 出口與服役情況
除服役於中國海軍，067型亦曾外銷至斯里蘭卡與喀麥隆。斯里蘭卡分別於1991年與1995年獲得各1艘，喀麥隆則於2002年取得2艘，主要用於港灣巡邏、運輸與災害救援。
至1990年代中期，隨著068型與更大型現代登陸艇服役，大多數067型逐步退役，部分轉作民用或改為支援用途。截至2010年代中期，估計仍有約30–40艘在二線或訓練單位中服役。